# 29555 MACEK
29555 MACEK este un asteroid din centura principală de asteroizi.

## Descriere
29555 MACEK este un asteroid din centura principală de asteroizi. A fost descoperit pe 18 februarie 1998 la Observatorul Kleť de Miloš Tichý și Zdeněk Moravec. Asteroidul prezintă o orbită caracterizată de o semiaxă mare de 3,17 ua, o excentricitate de 0,12 și o înclinație de 13,9° în raport cu ecliptica.